# 津德尔特
51°28′N 04°40′E / 51.467°N 4.667°E
津德尔特（荷蘭語：Zundert）為荷兰北布拉班特省的城鎮和市镇，人口21,612（2021年）。
画家梵高於1853年诞生於此。